# GPR148
GPR148 (англ. G protein-coupled receptor 148) – білок, який кодується однойменним геном, розташованим у людей на короткому плечі 2-ї хромосоми. Довжина поліпептидного ланцюга білка становить 347 амінокислот, а молекулярна маса — 38 288.
| 10         |  | 20         |  | 30         |  | 40         |  | 50         |
| ---------- |  | ---------- |  | ---------- |  | ---------- |  | ---------- |
| MGDELAPCPV |  | GTTAWPALIQ |  | LISKTPCMPQ |  | AASNTSLGLG |  | DLRVPSSMLY |
| WLFLPSSLLA |  | AATLAVSPLL |  | LVTILRNQRL |  | RQEPHYLLPA |  | NILLSDLAYI |
| LLHMLISSSS |  | LGGWELGRMA |  | CGILTDAVFA |  | ACTSTILSFT |  | AIVLHTYLAV |
| IHPLRYLSFM |  | SHGAAWKAVA |  | LIWLVACCFP |  | TFLIWLSKWQ |  | DAQLEEQGAS |
| YILPPSMGTQ |  | PGCGLLVIVT |  | YTSILCVLFL |  | CTALIANCFW |  | RIYAEAKTSG |
| IWGQGYSRAR |  | GTLLIHSVLI |  | TLYVSTGVVF |  | SLDMVLTRYH |  | HIDSGTHTWL |
| LAANSEVLMM |  | LPRAMLTYLY |  | LLRYRQLLGM |  | VRGHLPSRRH |  | QAIFTIS    |

A: Аланін

C: Цистеїн

D: Аспарагінова кислота

E: Глутамінова кислота

F: Фенілаланін

G: Гліцин

H: Гістидин

I: Ізолейцин

K: Лізин

L: Лейцин

M: Метіонін

N: Аспарагін

P: Пролін

Q: Глутамін

R: Аргінін

S: Серин

T: Треонін

V: Валін

W: Триптофан

Кодований геном білок за функціями належить до рецепторів, g-білокспряжених рецепторів, білків внутрішньоклітинного сигналінгу. 
Задіяний у такому біологічному процесі як поліморфізм. 
Локалізований у клітинній мембрані, мембрані.